# Tegenaria mirifica
Tegenaria mirifica är en spindelart som beskrevs av Thaler 1987. Tegenaria mirifica ingår i släktet husspindlar, och familjen trattspindlar. Inga underarter finns listade i Catalogue of Life.